# Ténébreuse
Ténébreuse est un univers de fiction créé par Marion Zimmer Bradley et décrit dans La Romance de Ténébreuse. Ténébreuse (Darkover en version originale) est le nom de la planète sur laquelle se déroulent les différentes histoires.

## L'univers de Ténébreuse
Ténébreuse, connue par l'Empire Terrien sous le nom de Cottman IV est la quatrième des sept planètes tournant autour de l'étoile fictive Cottman, une géante rouge. Elle est colonisée par accident par les terriens pendant les débuts de l'exploration de l'univers. L'accident rend impossible toute communication avec la Terre. Un oubli réciproque provoque un très long isolement de 2000 ans.
Les conditions de vie sur Ténébreuse sont extrêmement difficiles. La géante rouge donne peu de lumière et de chaleur, le climat est très froid. Elle est recouverte de forêts d'arbres résineux régulièrement ravagées par des incendies gigantesques. Elle est aussi très pauvre en métaux. Les colons se retrouvent rapidement à vivre comme au Moyen Âge. En contre-partie, Ténébreuse favorise chez certains colons le développement de pouvoirs parapsychiques (télépathie, télékinésie, etc.) par la conjonction de divers facteurs : métissage avec une race indigène, les chieris, substances naturelles aux propriétés révélatrices des pouvoirs latents et surtout les matrices, des minéraux bleus capables d'amplifier les pouvoirs mentaux. Ces dons sont désignés par le terme de laran.
Une société très particulière se développe sur Ténébreuse, dominée par des familles régnantes, les Comyns dont le laran est sans cesse amélioré par un vaste programme eugénique. Pendant ses moments les plus noirs, les Âges du chaos, la société ténébrane manque de s'autodétruire tant les pouvoirs psychiques peuvent avoir des conséquences dévastatrices.
La place des femmes est très importante dans l'univers de Marion Zimmer-Bradley. La destinée de la plupart des romans est menée par des héroïnes.
Les terriens redécouvrent Ténébreuse quelques siècles après une relative pacification et l'affaiblissement progressif du laran dans l'ensemble de la communauté ténébrane. Pour la société de Ténébreuse qui vivait en vase clos depuis des centaines d'années et qui avait même oublié jusqu'à l'origine terrienne de ses premiers ancêtres, le choc culturel est très grand.

### Les Comyns
Les Comyns représentent la noblesse de Ténébreuse. Caste supérieure révérée sur toute la planète, ils sont considérés comme les descendants des dieux légendaires ténébrans Hastur et Cassilda. Composés de sept familles, descendants des sept enfants d'Hastur et Cassilda, les Comyns sont tous apparentés entre eux à différents degrés de cousinage. À l'origine des Sept Domaines, les sept familles ont longtemps pratiqué les mariages consanguins, notamment lors des Âges du Chaos afin de concentrer les gènes porteurs des pouvoirs psychiques du laran (cf. supra).
Les ténébrans du commun les considèrent comme des dieux, les révérant et craignant à la fois. La caractéristique commune des Comyns repose sur des cheveux roux, mais certains Comyns sont plus blonds (Hastur et Elhalyn).

#### Les Sept Domaines
La noblesse ténébrane des sept Domaines dépositaires du laran est organisée selon une hiérarchie particulière. L'ordre de préséance est le suivant :
- Les Elhalyn d'Hastur : Famille royale de Ténébreuse depuis la fin des Âges du Chaos, les Elhalyn possèdent le trône de Ténébreuse. Branche faible et débilitante des Hastur, aucun Elhalyn n'a vraiment investi la charge royale de Ténébreuse depuis longtemps. Leur résidence officielle est le Château Comyn de Thendara, un immense palais d'apparat dominant la capitale. Les Elhalyn ont également un château personnel en ruine entre Hali et la Mer des Tempêtes et un manoir sur les rivages de la Mer de Dalereuth. Leurs couleurs sont le bleu et l'argent comme les Hastur. Leur blason est un sapin argenté sur fond d'azur couronné d'or.
- Les Hastur d'Hastur : Considérée comme la véritable famille régnante de Ténébreuse, même s'ils ont offert la couronne aux Elhalyn, les Hastur sont révérés dans tous les domaines et même au-delà dans les montagnes et chez les peuplades d'humanoïdes. La parole d'un Hastur a force de loi immuable et leur honneur est sans faille. Lors des Âges du Chaos, la concentration des pouvoirs entre leurs mains a failli détruire la planète, conduisant à l'éclatement des domaines en cent royaumes. Pour éviter le pire, les Hastur ont confié le trône à une branche apparentée, les Elhalyn. Cependant, les Hastur assurent toujours la régence jusqu'à la majorité du Prince Elhalyn, et aucun ténébran n'est dupe quant au véritable dépositaire du pouvoir. Le château Hastur, résidence privée de la famille, est situé au large des Plaines d'Arilinn, dans les contreforts des montagnes. La résidence officielle des Hastur est sise au Château Comyn, situé à Thendara, la capitale, où le Régent Hastur demeure toute l'année. La famille a longtemps été présente à Hali mais a délaissé la ville légendaire à moitié ravagée pendant les Âges du Chaos. Leurs couleurs sont le bleu et l'argent. Leur blason est un sapin argenté sur fond d'azur. Leur devise est Permanedal, «Je resterai».
- Les Ardais : La famille Ardais est la plus isolée des Domaines. Leur domaine est situé sur les contreforts des Hellers, la grande chaîne montagneuse précédent le Mur Autour Du Monde. La plupart des membres de la famille Ardais souffrent de folie due à la consanguinité des mariages arrangés. Leur couleur est le noir et l'argent. Le Château Ardais est un imposant domaine comprenant manoir, fours et atelier de fabrication d'une vaisselle réputé sur Ténébreuse et au-delà.
- Les Aillard : Famille très ancienne originaire des Plaines de Valeron, les Aillard ont la particularité de transmettre la suzeraineté du Domaine uniquement aux femmes. Seul clan autorisant les femmes à représenter leur famille au conseil (avec les Elhalyn dans une moindre mesure), le clan est fortement marqué par une prédominance féminine, le rôle des mâles étant réduit à la reproduction et aux mariages arrangés. Aucune femme Aillard ne pourrait quitter le domaine pour un mariage inférieur à son rang. La résidence officielle des Aillard est le château de Valeron sis sur la rivière du même nom dans la Plaine de Valeron. Les Aillard, comme les sept autres Domaines, disposent de nombreuses suites dans le Château Comyn pour la saison du Conseil. Leur blason représente des plumes argentés sur fond de gueules. Leur couleur est l'argent et le rouge.
- Les Alton : La famille Alton est une des familles les plus puissantes des Domaines car elle dispose d'un laran très puissant, dont certains effets comme la Voix de Commandement, sont particulièrement mal vus, voire interdits. Dépositaires depuis la nuit des temps du commandement de la Garde de Ténébreuse (incluant la Garde d'Honneur, les Cadets et l'Armée), les Alton se transmettent la charge de père en fils et parfois même de père en fille en cas de circonstances exceptionnelles. Originaires des Monts Kilghard, les Alton sont un soutien fiable des Hastur et les plus conservateurs des Domaines. De nombreux leronis sont issus de cette famille et l'alliance Alton et Ridenow est à l'origine de la construction de la Tour Interdite à Armida. La résidence officielle est le Château d'Armida, dans les Kilghard. Le Domaine s'étend du Lac Mariposa à Corresanti en passant par Syrtis. Alton est une famille riche disposant de plusieurs propriétés dont un manoir privé à Thendara, de luxueux appartements sur Terra et Vainwal et des suites officiels dans le Château Comyn de la capitale. Leur blason est censé être un roc escarpé avec un aigle perché dessus. Leur couleur est le vert et le noir.
- Les Ridenow : Plus récente famille des Domaines, ayant remplacé l'ancienne famille de Serrais par des mariages, les Ridenow ont mauvaise réputation sur Ténébreuse. Apparenté aux habitants des villes sèches du fait de nombreux mariages et de la proximité de Shainsa, les Ridenow ont une faible estime de la gent féminine de leur caste. Adeptes des plaisirs divers, les Ridenow parcourent l'Empire Terrien en vrais épicuriens, défendant les contacts avec les autres civilisations. L'une des facettes de leur laran est d'ailleurs la communication avec les espèces étrangères. Leur résidence officielle est le Château Ridenow à Serrais, situé entre les Kilghard et la Mer de Dalereuth, non loin de la rivière Kadarin et du Désert des Villes Sèches. Leur couleur est le jaune et le vert.
- Les Aldaran : Exclus des Domaines depuis des âges, les Aldaran vivent dans les montagnes. Aucun ténébran ne se souvient plus de la faute ayant conduit à cette sanction définitive. Cet acte est même considéré comme le secret le mieux gardé de tout ténébreuse. L'ancien septième Domaine est le plus vaste, déployant son emprise dans les Hellers, de Château Faucon à Saint-Valentin-Des-Neiges en passant par Caer Donn, la cité fondée par les Terriens. C'est effectivement le premier domaine à avoir accepté les Terriens lors de la Redécouverte. Grâce au premier astroport construit sur la planète à Caer Donn, Terriens et Aldaran ont conclu de nombreuses alliances, donnant naissance à de nombreux métisses. En raison de leur ouverture sur l'Empire Terrien, Aldaran a également décidé de ne plus appliquer le Pacte (traité millénaire interdisant l'usage des armes de portée sur Ténébreuse, ayant mis fin aux Âges du Chaos). Leur résidence officielle est l'énorme forteresse de Aldaran surplombant la ville de Caer Donn et l'astroport terrien. Le Domaine dispose encore d'une loge dans la salle du Conseil et surement d'appartements abandonnés dans le Château Comyn de Thendara. Leur blason est élaboré autour d'un aigle bicéphale.

### Le laran
Le mot laran est la contraction des patronymes Lovat et MacAran, les deux premiers colons chez qui les pouvoirs psychiques se sont révélés. Ce terme apparaît une génération après l’atterrissage.
Le laran est l'un des thèmes récurrents de la Romance de ténébreuse. Ce pouvoir revêt des formes très diverses, allant de la capacité à créer des feux à celle de comprendre les animaux. Si la télépathie est un don commun, la sélection génétique rigoureuse menée dans les premiers âges a permis de concentrer certains dons particuliers dans les familles régnantes, les Comyns :
- Don des Hastur : Catalyseur de don (matrice vivante)[2] ;
- Don des Alton : Intrusion mentale et pouvoir de commandement[3]. La voix de commandement est une technique très puissante permettant d'imposer sa volonté à une ou plusieurs personnes ;
- Don des Ridenow : Empathie (possibilité de ressentir et partager les émotions des autres personnes)[4] ;
- Don des Ardais : Télépathie catalysatrice[5] et communication avec les autres espèces intelligentes ;
- Don des Aldaran : précognition[6] ;

Les dons des familles Aillard et Elhalyn demeurent inconnus, toutefois, la famille Elhalyn étant une branche de la famille Hastur, il est possible qu’elle ait un don similaire à la famille Hastur.
Si un don particulier est effectivement concentré dans une famille particulière, il n'empêche que certains membres d'autres familles, en raison de la forte consanguinité de la caste Comyn, peuvent aussi le maîtriser. Ainsi la capacité de précognition, don des Aldaran, se rencontre chez certains Alton et Hastur.

#### Histoire du Laran
Dans la mythologie inventée par Marion Zimmer Bradley, chaque être humain possède des dons parapsychiques de façon innée. Mais il ne sait pas les exploiter et de fait, les ignore complètement. Mais sur Ténébreuse, le pollen de la fleur de Kireseth permet de révéler ces dons, rendant temporairement fous les humains qui le respirent. Le métissage des humains avec une espèce indigène, les chieris, apporte la connaissance de ces dons ainsi que leur renforcement. Enfin un minéral particulier, la pierre-étoile, starstone en anglais, catalyse les dons de ceux qui s'en approchent. Les pierres-étoiles sont aussi appelées matrices lorsqu'elles sont de taille suffisante pour catalyser les dons de plusieurs personnes à la fois.
Durant les Âges du chaos, un programme strict de mariages consanguins et de manipulations génétiques permet de fixer des dons spécifiques chez les familles régnantes, les Comyns. Toute une technologie se fonde sur le laran. Mais rapidement les intérêts politiques, commerciaux et personnels des Comyns les poussent à inventer des moyens de plus en plus radicaux pour asseoir leur puissance. Les domaines se morcellent et chaque souverain fait la guerre à ses voisins. C'est l'Âge des cent royaumes où les guerres utilisent des armes terrifiantes et implacables produites grâce au laran. Il faut attendre le règne de Varzil Ridenow qui fait adopter un pacte proscrivant les armes au laran et fait détruire les grandes matrices permettant de les produire.
La consanguinité dans les familles Comyns provoque leur déclin. Puis les dons s’amenuisent et deviennent si rares qu'ils finissent par ne devenir qu'un amusement pour les habitants. C'est dans ce contexte que les Terriens redécouvrent la planète et les descendants des colons. Les Casseurs de mondes, un groupe de Terriens qui voit en Ténébreuse une plateforme commerciale et d'affaires prometteuse met en œuvre une stratégie d'élimination du pouvoir en place, donc des Comyns restants, et de dénigrement des possesseurs du laran.
C'est toutefois cette particularité si spécifique aux Ténébrans qui leur permettra de garder leur autonomie face au pouvoir Terrien.

### Espèces intelligentes de Ténébreuse
La planète Ténébreuse n'a pas attendu les humains pour être habitée. De nombreux animaux la peuplent et quelques espèces disposent même d'une intelligence.

#### Chieris
Les Chieris, parfois appelés Sages des Forêts sont une espèce humanoïde vivant dans les régions isolées de Ténébreuse. Ils vieillissent très lentement et peuvent vivre des millénaires. Toutefois, ils ne sont pas très féconds et sont sur le déclin depuis des temps antérieurs à l’arrivée des humains sur Ténébreuse.
Les Chieris et les Humains sont interféconds et les hybrides sont fertiles. Les Comyns sont les descendants de couples mixtes humains-chieris.
En des temps extrêmement reculés les Chieris ont voyagé à travers l’espace à la recherche d’un moyen d’éviter leur extinction prédite mais ils ont fini par se résigner et par rentrer sur Ténébreuse. Quelques Chieris sont malgré tout restés sur d’autres planètes.

#### Hommes des arbres
Les hommes des arbres sont de petits humanoïdes vivant dans les forêts de Ténébreuse. Ils ont une organisation tribale et une vie sociale organisée, les chieris les appellent leurs petits frères manquant de sagesse. Ils évitent les humains mais respectent les Comyns.

#### Hommes-Chats
les hommes-chats sont des petits humanoïdes avec un aspect félin, ils peuvent posséder une forme de laran et sont très belliqueux. Il y a de temps en temps des guerres entre les humains et les hommes-chats.

#### Cralmacs
Les cralmacs sont des êtres vivants artificiels créés grâce au laran pendant les Âges du Chaos. Ils étaient utilisés comme serviteurs, esclaves ou guerriers. Leur création a été interdite par le pacte de Varzil Ridenow.

### La guilde des renonçantes
La guilde des renonçantes est une organisation de femmes renonçant à un certain nombre de droits des femmes ténébranes, notamment celui d'être protégée par les hommes et de vendre son corps, en prêtant serment et obtenant en échange une liberté accrue. Cette guilde est issue de la fusion de l'organisation des sœurs de l'épée, une organisation de femmes mercenaires et des prêtresses d'Avarra une organisation de religieuses.
Au sein de la guilde existe une société secrète appelée la sororité qui prétend suivre la voie d'Avarra.
Après la redécouverte, certaines terriennes ont prêté le serment des renonçantes, au grand dam des autorités impériales.

### L’empire Terrien
L’Empire terrien est un empire colonial, constitué de trois strates : la Terre qui joue le rôle de métropole, les colonies et les protectorats. L'organisation est assez similaire à celle des empires coloniaux européens, sauf que des représentants des colonies siègent effectivement dans les organes gouvernementaux et que certains protectorats ont une autonomie assez importante.
Le pouvoir législatif appartient à deux chambres : la Chambre Basse et le Sénat. Leurs membres sont des représentants de la Terre, des colonies et des protectorats qui le souhaitent. Le mode de désignation est variable selon les mondes : sur la Terre ils sont élus, mais les représentants de Ténébreuse sont désignés par les Comyns. Deux grands partis se disputent le pouvoir, le parti libéral qui estime qu’il faut laisser de l’autonomie à chaque planète et le parti expansionniste qui estime que l’Empire doit tout diriger d’une main de fer, avec une armée forte et une politique d’extension active.

## Personnages importants
La romance comporte un certain nombre de personnages récurrents dans plusieurs volumes et ayant une importance dans le cycle.
Varzil Ridenow
Varzil Ridenow, dit "Le Bon" a été gardien de la tour de Neskaya vers la fin de la période des cent royaumes, il est l'instaurateur du Pacte interdisant d'utiliser les armes d'une portée supérieure à celle du bras de leur possesseur. Il apparait dans les romans Le Loup des Kilghard et La Matrice fantôme.
Régis Rafael Hastur y Elhalyn
Régis Hastur est un membre des comyns grâce auquel Ténébreuse s'est un peu rapprochée de l'Empire Terrien, il a également été un des acteurs de la révolte de Sharra. Il voulait initialement quitter Ténébreuse pour aller dans l'Empire, mais il a fini par se résigner à servir Ténébreuse comme comyn. Dans sa jeunesse l'on pensait qu'il n'avait pas le laran mais il s'est avéré plus tard qu'il possède le don des Hastur. Il apparait dans les romans L'Héritage d'Hastur, L'Exil de Sharra, Projet Jason, Les Casseurs de mondes, La Chanson de l'exil et La Matrice fantôme.
Danilo Syrtis-Ardais
Danilo est l'écuyer de Régis Hastur, il a également un rôle important dans les événements de la rébellion de Sharra et joue un rôle de conseiller auprès de Régis. Il apparait dans les mêmes romans que Régis Hastur sauf Projet Jason.
Lewis Alton
Lewis Alton est le fils de Kennard Alton et d'Elaine, une femme moitié terrienne moitié Aldaran, ses origines vont rendre très difficile son acceptation par les Comyns. Il joue un rôle majeur dans la rébellion de Sharra. Il apparait dans L'Héritage d'Hastur, L'Exil de Sharra, La Chanson de l'exil, La Matrice fantôme et Le Soleil du traître.
Margarida Alton
Margarida Alton est la fille de Lewis Alton et de Thyra, elle a passé une partie de sa vie sur Terre et certains romans la prennent pour personnage principal lors de son retour sur Ténébreuse et son apprentissage mouvementé des us et coutumes de sa planète natale. Elle apparait dans L'Exil de Sharra, La Chanson de l'exil, La Matrice fantôme et Le Soleil du traître.

## Œuvres composant l'univers de fiction
- Certaines informations devraient être mieux reliées aux sources mentionnées dans la bibliographie ou les liens externes. Améliorez sa vérifiabilité en les associant par des références. (Marqué depuis avril 2012)

### Romans et nouvelles
La romance de Ténébreuse compte 28 romans et 198 nouvelles. L'histoire de la planète peut être découpée en 5 grandes périodes.

#### La colonisation
L'installation accidentelle des terriens sur Ténébreuse, qui aurait eu lieu à la fin du  XXIe siècle, fait l'objet d'un seul roman :
- La Planète aux vents de folie (Darkover landfall, 1972)

#### Les âges du chaos
Pendant quelques centaines d'années (peut être un millier), la société ténébrane évolue et le laran prend de plus en plus de place, au point de menacer la survie même de la planète en raison de la puissance dévastatrice des "armes" mentales. Cette période violente fait l'objet de 6 romans :
- Reine des orages (Stormqueen!, 1978)
- Thunderlord (non traduit, 2016) écrit par Deborah J. Ross
- La Belle Fauconnière (Hawkmistress!, 1982)
- The Fall of Neskaya (2001, non traduit) : posthume, écrit par Deborah J. Ross d'après les ébauches et les notes de l'auteur
- Zandru's Forge (2003, non traduit) : posthume, écrit par Deborah J. Ross d'après les ébauches et les notes de l'auteur
- A Flame in Hali (2004, non traduit) : posthume, écrit par Deborah J. Ross d'après les ébauches et les notes de l'auteur

Les romans correspondent à l'apogée des âges du chaos et en décrivent les pires aspects.

#### Les cent royaumes
Il s'agit d'une époque de transition, datant d'environ 700 ans avant la régence de Régis Hastur, marquée par l'adoption du Pacte grâce à Varzil Le Bon. Cet accord limite drastiquement l'utilisation du laran à des fins guerrières, bannit toute arme tuant à distance et la création d'êtres vivants artificiels. La société ténébrane se morcelle en dizaines de micro-royaumes en guerre permanente. Deux romans sont consacrés à cette période :
- Le Loup des Kilghard (Two to conquer, 1980)
- Les Héritiers d'Hammerfell (The heirs to Hammerfell, 1989)

Le loup des Kilghard retrace l'adoption du Pacte.

#### Redécouverte
Longtemps après les Cent royaumes (peut être 500 ans), les terriens redécouvrent Ténébreuse et établissent un port spatial dans la capitale Thendara. Cette période complexe caractérisée par un choc culturel majeur est décrite dans 8 romans :
- Redécouverte (Rediscovery, 1993) avec Mercedes Lackey
- La Chaîne brisée (The shattered chain, 1976) Super-Fiction no 37, 1979
- L'Épée enchantée (The spell sword, 1974)
- La Tour interdite (The forbidden tower, 1977)
- La Maison des Amazones (Thendara house, 1983)
- La Cité Mirage (City of sorcery, 1984)
- L'Étoile du danger (Star of danger, 1965)
- La Captive aux cheveux de feu (Winds of Darkover, 1970)

Une partie de l'action de La chaîne brisée se déroule entre les évènements relatés dans La tour interdite et ceux de La maison des amazones.

#### Après les Comyn
En quelques générations, la présence des terriens sur Ténébreuse a fini par modifier en profondeur la société ténébrane. Ténébreuse commence à s'intégrer dans l'empire terrien mais les tensions et les incompréhensions l'emportent et provoquent une nouvelle rupture. Ces évènements sont mis en scène dans 11 romans :
- Soleil sanglant (Bloody Sun, 1964)
- L'Héritage d'Hastur (The Heritage of Hastur, 1975)
- L'Exil de Sharra (Sharra's Exile, 1981)
- Projet Jason (The Planet Savers, 1962)
- Les Casseurs de mondes (The World Wreckers, 1971)
- The Hastur Lord (non traduit, 2010) écrit par Deborah J. Ross
- La Chanson de l'exil (Exile's Song, 1996) avec Adrienne Martine-Barnes
- La Matrice fantôme (The Shadow Matrix, 1997) avec Adrienne Martine-Barnes
- Le Soleil du traître (Traitor's Sun, 1999) avec Adrienne Martine-Barnes
- The Alton Gift (non traduit, 2007) écrit par Deborah J. Ross
- The Children of Kings (non traduit, 2013) écrit par Deborah J. Ross

## Activités de fans
Ténébreuse devenue un univers culte, Marion Zimmer Bradley autorise à plusieurs reprises certains auteurs débutants à écrire dans son univers. Il en résulte une série de recueils de nouvelles, les Chroniques de Ténébreuse, présentées par Marion Zimmer Bradley, contenant également des œuvres de sa plume. En 1992, Marion Zimmer Bradley décide cependant d'interdire formellement l'écriture de nouvelles œuvres de fiction dans l'univers de Ténébreuse, à la suite d'un désaccord avec l'auteur d'une nouvelle inédite. Cette politique est poursuivie par le Marion Zimmer Bradley Literary Works Trust, héritier des droits.